# Ophiorrhiza platycarpa
Ophiorrhiza platycarpa är en måreväxtart som beskrevs av Steven P. Darwin. Ophiorrhiza platycarpa ingår i släktet Ophiorrhiza och familjen måreväxter. Inga underarter finns listade i Catalogue of Life.